# Любимое (Амурская область)
Люби́мое — село в Ромненском районе Амурской области, Россия. Входит в Святоруссовский сельсовет.

## География
Село Любимое расположено в 12 км к югу от районного центра Ромненского района села Ромны.
Село Любимое стоит на правом берегу реки Белая (левый приток реки Зея).
От села Любимое на запад идёт дорога к сёлам Святоруссовка, Знаменка, Верхнебелое и Поздеевка; на восток — к селу Морозовка, на юг — к селу Смелое Октябрьского района.

## Население
| 2002 | 2010 | 2012 | 2013 | 2014 | 2015 | 2016 |
| ---- | ---- | ---- | ---- | ---- | ---- | ---- |
| 206  | ↘153 | ↘151 | ↘140 | ↘135 | ↘123 | ↗125 |
| 2017 | 2018 |      |      |      |      |      |
| →125 | ↘118 |      |      |      |      |      |